# ICTS International
ICTS International N.V. är ett nederländskt säkerhetsföretag som verkar inom luftfartsskydd och utför bland annat säkerhetskontroller av passagerare på flygplatser i både Europa och USA.
Företaget grundades 1982 av anställda vid Israels säkerhetstjänst Shin Bet och flygbolaget El Als säkerhetsavdelning. År 1996 blev ICTS International börsnoterad i USA. Tre år senare knoppade företaget av ICTS Europe i syfte att det skulle vara ett självständigt företag.
Huvudkontoret ligger på flygplatsen Amsterdam Airport Schiphol i Schiphol-Oost.